# Heinz Ehrich
Heinz Ehrich (15 de Setembro de 1919 - 14 de Junho de 1943) foi um comandante de U-Boot que serviu na Kriegsmarine durante a Segunda Guerra Mundial.